# Gopalapura, Tiptur
Gopalapura là một làng thuộc tehsil Tiptur, huyện Tumkur, bang Karnataka, Ấn Độ.